# Horaiclavus phaeocercus
Horaiclavus phaeocercus é uma espécie de gastrópode do gênero Horaiclavus, pertencente a família Horaiclavidae.